# Зграда тополивнице и војне кухиње
44° 49′ 36″ С; 20° 27′ 02″ И / 44.8265713° С; 20.4504941° И
Зграда тополивнице и војне кухиње је објекат који је некада служио као војна кухиња, а затим и као тополивница. Здање је направљено од камена и опеке и представља једини сачувани део комплекса Арсенал-Тополивница, који је изграђен у 18. веку од стране аустроугарских власти. Овај објекат представља прву фабрику у Београду.
Налази се у Доњем граду Калемегданске тврђаве између Капије Карла VI и Куле Небојша.

## Историјат
Након што је Хадим Сулејман-паша предао Доњи град, а српска Карађорђева војска ушла у Београдску тврђаву 1807. године, створила се потреба за оснивањем радионице у којој ће бити вршена поправка и израда пушака, јатагана, пиштоља и копаља, те изливање пушчаних зрна, па је постојећи аустријски арсенал на обали реке изабрана за ту сврху.
Године 1810. у овај објекат додата и тополивница, где су се преправљали оштећени и заплењени турски топови, а изливани српски за потребе устаника. Осим поправке и израде оружја, зграда је имала алатницу и ковачницу за израду точкова. Овим је створена српска војна индустрија, а ослобођени Београд је добио прву фабрику.
Забележено је да је први топ у Устаничкој Србији излио мајстор Јован Петровић из Земуна, који се пре тога бавио окивањем топова од трешњиног дрвета. У београдској тополивници је излио први метални или железни топ. Поред њега, у тополивници су радили и мајстори Милисав Петровић и Тома Милановић, који су излили први бронзани топ. У неким записима може да се нађе да су даровити мајстори покушали да направе и први раставни брдски топ, а остало је забележено да је пред сам слом устанка, 1813. године, Карађорђе наредио изливање и прве хаубице, тада познате под именом „кумбус”.
Сачувана су три топа која су изливена у овој фабрици. Приликом повлачења устаника преко Саве 1813. године, топови су заплењени и смештени су у бечки арсенал, где остају до 1937. године, када их Беч поклања кнезу Павлу Карађорђевићу. Данас се један од топова налази у Војном музеју у Београду, други у Краљевом двору и трећи у Тополи. Поред тога што су изливани топови, у тополивници су ливена и прва српска звона за манастире и цркве која су поред религијског значаја била и симбол слободне Шумадије, а забрањена за време владавине Турака.
Овај објекат је ипак само шест година служио као тополивница, а већ 1813. године, Београд поново пада под турску власт и тополивница се претвара у војну кухињу. Након реновирања, турска војска је дозидала велике димњаке са источне стране зграде. Намена кухиње остала је све до почетка 20. века, а приликом повлачења из Београда 1867. године, Турски су предали ову зграду Михаилу Обреновићу, када се у њу уселила српска војска, коју ју је такође користила као кухињу, а једина измена је била што су широки димњаци замењени ужим.
Читав комплекс је из непознатих разлога крајем 19. века почео да се разиђује, а на то је утицала вероватно и селидба Тополивнице у Крагујевац, па је београдска изгубила свој војни значај.

### Други светски рат
Према замислима Нацистичке Немачке, Београд је био важна тачка на дунавском делу Рајха. По замисли немачке управе, Доњи град Калемегдана требало је да буде претворен у меморијални центар, а у оквиву пројекта одлучено је да се сруши и ова зграда. У зиму 1942. године, Немци су почели да расчишћавају простор Доњег града и до краја године га уредили. Једино што је остало је била Капија Карла VI и зграда Карађорђеве тополивнице, односно војне кухиње. Нацисти су обуставили рушење овог објекта јер су увидели њенову културно-историјску вредност и значај. Ипак, током Другог светског рата, зграда је претрпела велика оштећења.
Одељење за заштиту споменика културе при Уметничком музеју донело је 1946. године одлуку којем је Београдска тврђава проглашена културним добром од изузетног значаја и тиме је ставило под заштиту, а самим тим је и зграда некадашње војне кухиње заштићена. Зграда је била у веома лошем стању до 1964. године, када је реновирана и конзервирана.

## Зграда тополивнице данас
Опсежним истраживањем Доњег града, утврђено је да је сачувана зграда Војне кухиње била део већег комплекса који се простире на простору величине 92 х 92 метра. Иако се данас део објекта налази под Доњоградским булеваром, предложена је конзервација и рестаурација остатака комплекса Арсенал-Тополивнице ради заштите и презентације откривеног дела грађевине.
Данас се у овој згради налази један огранак Центра за истраживање Београдске тврђаве у склопу Археолошког института САНУ. Центар је задужен за организовање и координацију археолошког рада у сарадњи са музејима и заводима за заштиту споменика културе. У оквиру својих пројеката, овај институт је иницирао многа истраживања и археолошка ископавања, организацију заштитних и конзерваторских радова. Зграда тополивнице на Калемегдану опстала је, упркос свим недаћама и ратним разарањима као сведок једног времена и још један важан подсетник на турбуленту српску историју.